# Murray Wier
Murray Neal Wier (Grandview, Iowa, 12 de diciembre de 1926-Georgetown, Texas, 6 de abril de 2016) fue un jugador de baloncesto estadounidense que disputó una temporada en la NBA, además de jugar en la NBL y la NPBL. Con 1,75 metros de estatura, jugaba en la posición de base.

## Trayectoria deportiva

### Universidad
Jugó durante cuatro temporadas con los Hawkeyes de la Universidad de Iowa, en las que promedió 13,4 puntos por partido. En sus dos últimas temporadas lideró la Big Ten Conference en anotación, con 15,1 y 21,0 puntos por partido, respectivamente. Los 21,0 puntos de 1948 supusieron además la mejor marca de toda la División I de la NCAA, siendo la primera vez que se reconocía oficialmente al líder en anotación del país.
Esa temporada batió además el récord de anotación de la Big Ten, con 272 puntos, siendo elegido mejor jugador de la conferencia. Remató la temporada siendo incluido en el primer equipo All-American.

### Profesional
Fue elegido en la quincuagésimo sexta posición del Draft de la BAA de 1948 por Fort Wayne Pistons, pero acabó jugando con los Tri-Cities Blackhawks durante dos temporadas, en aquellos años en la NBL, la segunda de ellas con Red Auerbach como entrenador, y ya con la fusión de la liga con la BAA, que dio origen a la NBA. Esa temporada promedió 7,7 puntos y 1,9 asistencias por partido.
En 1950 fichó por los Waterloo Hawks de la NPBL, donde jugaría su última temporada como profesional, quedándose a vivir en esa ciudad, donde fue director deportivo de la Waterloo East High school, durante 38 años, 24 de ellos dirigiendo también al equipo de baloncesto.

## Estadísticas de su carrera en la NBA

### Temporada regular
| Temporada | Edad | Equipo                | Liga | P  | TIT | MIN | TC  | TCA | %TC  | 3P | 3PA | %3P | TL  | TLA | %TL  | R.OF. | R.DEF. | REB | ASIS | ROB | TAP | PER | FP  | PTS |
| 1949-50   | 23   | Tri-Cities Blackhawks | NBA  | 56 |     |     | 2.8 | 8.6 | .327 |    |     |     | 2.1 | 3.0 | .693 |       |        |     | 1.9  |     |     |     | 2.5 | 7.7 |
| Total     |      |                       | NBA  | 56 |     |     | 2.8 | 8.6 | .327 |    |     |     | 2.1 | 3.0 | .693 |       |        |     | 1.9  |     |     |     | 2.5 | 7.7 |

### Playoffs
| Temporada | Edad | Equipo                | Liga | P | MIN | TCA | TC | 3PA | 3P | TLA | TL | R.OF. | REB | ASIS | ROB | TAP | PER | FP | PTS | %TC  | %3P | %FT  | MIN | PTS | REB | AST |
| 1949-50   | 23   | Tri-Cities Blackhawks | NBA  | 3 |     | 3   | 9  |     |    | 4   | 8  |       |     | 0    |     |     |     | 4  | 10  | .333 |     | .500 |     | 3.3 |     | 0.0 |
| Total     |      |                       | NBA  | 3 |     | 3   | 9  |     |    | 4   | 8  |       |     | 0    |     |     |     | 4  | 10  | .333 |     | .500 |     | 3.3 |     | 0.0 |